# Zvezdna vrata: Skrinja resnice
Stargate: The Ark of Truth je ameriški znanstvenofantastični film iz leta 2008. Posnet je bil kot zaključek serije Zvezdna vrata SG-1 in izdan neposredno za domači video. Film obravnava zadnji spopad s silami Orijeve armade.

## Vsebina
Ekipa SG-1 v ruševinah Dakare najde skrinjo, za katero Daniel Jackson domneva, da je v njej mogočno orožje, ki je sposobno uničiti vso Orijevo vojsko z enkratno uporabo. Vendar preden to ugotovi, jih presenetijo Orijevi vojaki, ki jih vodi poveljnik Tomin, ki je že pred časom začel dvomiti v plemenitost dejanj, ki jih je opravljal pod poveljstvom svojega Pridigarja. Tako prepriča ekipo SG-1, da prenehajo s spopadom, kajti če se predajo, jim obljubi dostop do zveznih vrat in s tem nemoten odhod domov. Ko se nekaj časa takole razgovarjajo, jih vodja SG-1 vpraša, kako so vedeli, da so na Dakari. Tedaj se pojavi Tominov pridigar, ki začne govoriti o moči Orijev in tako ukaže Tominu, naj pobije ekipo SG-1. Tako se Tomin spusti v prepir z njim in mu pove, na kak način je dosegel njihovo predajo in da hoče izpolniti svoj del dogovora. V tem prepiru ekipa SG-1 sproži napravo, ki pridigarju onemogoči uporabo njegovih super moči, s čimer kasneje, ko pridigar ne more ustvariti svojega ščita, uspe polkovniku Cameronu strel, s katerim le-tega ubije.
Ko Tomin vidi smrt svojega pridigarja, je ves šokiran, kajti prepričan je bil, da so nesmrtni. Tako se preda ekipi SG-1 in z njimi odpotuje na Zemljo, kjer jim pove, da Starodavni Skrinje resnice niso prinesli s seboj, ko so izginili iz Orijeve galaksije. Hkrati pa mu Vala Mal Doran in Jackson razložita skrivnost njegovih bogov in mu povesta, da so jih po vsej verjetnosti uničili, ko so sprožili napravo, ki jo je zasnoval Merlin ( pripadnik Starodavnih, ki je v filmu izumil zvezdna vrata in skrinjo resnice), ki je pravočasno ugotovil, da bodo nekega dne Oriji zaradi svoje religioznosti velik problem tistim, ki verjamejo v svobodo. Tako ekipa SG-1 z ladjo Odisej, ki ima vgrajem ZPM, odpotuje preko supervrat iskati to skrinjo. Na krovu je začasni poveljik Cameron ( vodja SG-1 ), ki je pod nadzorom predstavnika IOA. Predstavnik IOA je bivši Agent CIE in ima načrt za uničenje Orijeve armade. Med potovanjem do supervrat Tomin občuti obžalovanje zaradi dejanj, ki jih je storil pod komando svojega pridigarja, vendar mu Teal'c pove, da nikoli ne bo mogel najti odpuščanja za njih in da edina stvar, ki mu preostane, da do konca svojega življenja dela dobro, kajti le takrat mu bodo lahko ljudje, ki jih je prizadel, oprostili.
Po uspešni aktivaciji super vrat začne ekipa SG-1 iskati sledi do skrinje, ki jo kasneje najdejo na planetu, kjer je zgrajeno sveto mesto Celestis. Ko pričnejo z iskanjem, začne predstavnik IOA v jezi izvrševati načrt za uničenje orijeve armade. Načrt IOA predvideva stvaritev enega Replikatorja z aktivacijo Asgardskega jedra in kasneje, ko bi Replikatorji uničili Orijevo armado, njihovo uničenje s samouničevalnim ukazom. Aktivirano Asgardsko jedro lahko pridigarji zaznajo, zato dokaj hitro obkolijo Odisejo. Vendar pa pri IOA niso upoštevali izjemne taktične prilagodljivosti Replikatorjev, zato se načrt IOA dokaj hitro sprevrže v boj za nadzor na ladjo. Tako se posadka Odiseje kmalu bori z replikatorji. Da bi se izognili spopadu, poženejo hiperprostorske motorje in ekipi na planetu obljubijo, da pridejo po njih, čim se rešijo Replikatorjev. Medtem ekipa, ki na planetu išče Skrinjo resnice, le-to kmalu najde, vendar predno uspejo ugotoviti pristnost, jih napadejo Orijeve kopenske enote. Med spopadom je Teal'c ustreljen v hrbet, vendar zaradi mraza preživi. Ko je Teal'c zadet, se prostanek ekipe preda, ki jih nato odpeljejo v Celestis, kjer jih Doci ( Vrhovni ali Super pridigar ) s podporo ostalih pridigarjev muči s svojimi "nadnaravnimi" močmi. Teal'c kmalu po zajetju ekipe pride k sebi in se nato kakor kakšen starodavni bojevnik poda peš do Celestisa. Malo pred mestom zaradi rane omaga in omedli, vendar se takrat od nekod pojavi izgnani starodavni ( izgnan v 3 epizodi 10. sezone - The Pegasus Project ), ki murano zaceli in povrne moči za nadaljevanje. Med tem časom Valo zaslišuje njena "hči" Adria, ki se je v 19 epizodi 10. sezone - Prevlada povzpela in s tem pridobila vso moč Orijev. Sredi takšnega pogovora Adria naekrat izgine, nakar za nekaj časa zažarijo simboli na skrinji resnice, ki le-to aktivirajo. Medtem Teal'c reši Daniela Jacksona, Vala Tomina, nakar jih odvede v prostor s skrinjo.
Med tem časom se replikatorji na odiseji dosežejo kritično stevilo in poskušajo zavzeti asgardsko jedro. Z dosegom kritičnega števila replikatorji v celoti prevzamejo nadzor nad motoji in jih ustavijo, njih energijo pa preusmerijo v izgradnjo novih replikatorjev. Z izpadom iz hipervesolja se več ne morejo izmikati strelom iz Orijevih matičnih ladij, zato proti koncu začnejo odpovedovati ščiti. S pomanjkanjem municije, je obramba Jedra bolj težka, zato Cameron poišče matico. Ko jo najde, nastavi eksploziv, vendar ga ustavi IOa-jev predstavnik, ki so ga replikatorji dodobra razmesarili. V spopadu z njim dobi Cameron hude poškodbe, vendar mu uspe z zadnjimi močmi aktivirati eksplozijo, ki razbije matico. Med spopadom s predelanim predstavnikom ugotovi, da je samouničevalni ukaz skrit na drugi strani kristala, ki ga je uporabil za aktivacijo jedra. Ta ukaz Samanta Carter uspešno aktivira, nakar začne takoj s servisom hiperprostorksih motojev.
V sobi Jackson dokončno razreši skrivnost skrinje in jo aktivira v trenutku, ko jih preseneti Doci. Z aktivacijo skrinje in Docijevo prisotnostjo Adrijina moč drastično pade, zaradi česar kasneje izgubi dvoboj z izganim starodavnim. Ker aktivirana skrinja razširja resnico, jo Doci s svojo močjo razpošlje pridigarjem v njhovi galaksiji. Ko ta resnica doseže pridigarje, ko napadajo Odisejo, le-ti takrat prenehajo z napadom. Tako Ekipa SG-1 vzeme skrinjo resnice domov na Zemljo, kjer se Orijeve matične ladje v naši galaksiji pripravljajo za napad Zemljo. S ponovno Aktivacijo skrinje v SGC doseže resnica tudi tiste pridigarje, ki delujejo v naši galaksiji, ki se nato umaknejo.